# Da grande (film)
Da grande è un film del 1987 diretto da Franco Amurri.

## Trama
Marco Marinelli è un bambino di otto anni che si sente trascurato dai genitori, alle prese con i loro problemi. A scuola i compagni lo prendono in giro, e lui è invaghito della maestra Francesca. Il giorno del suo compleanno la madre, dopo averlo rimproverato per aver fatto ancora la pipì a letto e aver dimenticato di andare a prendere all'asilo la sorellina Silvia, gli prepara una torta che a lui non piace; mentre il padre - a causa delle difficoltà economiche - non gli regala il grande Lego che gli aveva promesso. In preda alla disperazione, Marco corre in lacrime nella sua stanza ed esprime il desiderio di diventare grande per non essere più sottoposto a queste umiliazioni. Dopo un improvviso bagliore magico, si ritrova nel corpo di un quarantenne.
Travolto dalla situazione, indossa i vestiti del padre, scappa da casa e cerca ospitalità da Francesca, approfittando del fatto che questa sta cercando un inquilino con cui dividere l'appartamento. Marco scopre così che la maestra ha una mezza storia con suo padre, e che sua madre ne è al corrente ma finge di non saperlo. 
Mentalmente Marco ha ancora otto anni, ed è molto difficile avere a che fare con lui, finché non si scopre che ha un particolare talento con i bambini. Diventa quindi un babysitter a tempo pieno, molto richiesto. Presto però sopraggiunge la nostalgia della famiglia e Marco incomincia a desiderare di tornare piccolo. Un giorno va a fare il babysitter a sua sorella (che lo riconosce, grazie anche al fatto che oltre a lui sono cresciuti il pesce rosso e la piantina che si trovano nella loro cameretta) e si rende conto che i genitori - nel frattempo riconciliatisi - sono disperati per la sua scomparsa e che i suoi compagni di scuola sentono la sua mancanza. Nel tentativo di raggranellare qualche soldo per risolvere i problemi economici del padre, inscena un maldestro rapimento di sé stesso: inseguito dalla polizia mentre è alla guida di un'auto rubata, si ritrova improvvisamente nel suo corpo di bambino, e viene riconsegnato ai genitori.
Francesca, che nel frattempo si era innamorata del Marco adulto, capisce quando Marco fa il suo ritorno in classe che il suo misterioso inquilino era in realtà proprio il suo alunno trasformatosi in quarantenne. A quel punto, per non perderlo, esprime il desiderio di diventare bambina, e dopo il medesimo bagliore che aveva trasformato Marco in adulto viene esaudita. I due bambini si abbracciano ed escono da scuola mano nella mano.

## Produzione e curiosità
Il film è stato girato a Roma, prevalentemente nel quartiere di Fonte Meravigliosa. Altro set utilizzato per girare le scene in esterna è quello delle Terrazze, centro commerciale nel quartiere di Casal Palocco.
La bambina bionda di nome Piera a cui Marco fa da baby-sitter, e con la quale gioca a nascondino in casa, è Ilary Blasi, che nel film viene accreditata con il nome di Hilary Blasi.

## Accoglienza
Distribuito il 23 dicembre 1987, Da grande ottenne al botteghino 6.606.085.000 lire, cifra che lo pone al 13º posto nella classifica dei film di maggiore incasso nel biennio 1987-1988 in Italia.

## Riconoscimenti
Stefano Sudriè e Franco Amurri vinsero il Nastro d'argento, assegnato dal Sindacato nazionale giornalisti cinematografici italiani, per il Migliore Soggetto Originale del 1988.
- Ciak d'oro
  - 1988 - Migliore attrice non protagonista a Giulia Boschi[4]

## Remake
Nel 1988, appena sei mesi dopo l'uscita nelle sale di Da grande, uscì il film statunitense Big, diretto da Penny Marshall, con Tom Hanks ed Elizabeth Perkins, spesso citato come remake di Da grande ma mai dichiarato ufficialmente tale. Nel Dizionario dei film di Paolo Mereghetti si parla di «casuale, ma strana rassomiglianza tematica» anche se la storia di un bambino che magicamente diventa grande era già presente nel film statunitense Storia di tre amori del 1953. Secondo quanto dichiarato dal regista Amurri nel 2019, il soggetto del film (inizialmente intitolato «KidMan») era stato proposto come episodio per la serie tv «Storie incredibili», e fra gli editor che selezionavano il materiale c’era Anne Spielberg che fu poi autrice della sceneggiatura di Big assieme a Gary Ross.
Nel 2021, Fausto Brizzi annunciò la realizzazione di Da grandi, reboot italiano del film di Franco Amurri. Il nuovo film, le cui riprese iniziarono l'8 aprile 2022, ha come protagonisti Enrico Brignano, Ilenia Pastorelli, Luca Bizzarri e Paolo Kessisoglu; la sceneggiatura è firmata da Brizzi insieme allo stesso Amurri, regista dell'originale. Il film, non all'altezza dell'originale né per accoglienza né per incassi, uscì il 29 aprile 2023 nelle sale italiane.